# قائمة مواضيع نظرية الزمر

## البنى والعمليات
- Central extension
- جداء مباشر للزمر
- مجموع مباشر للزمر
- Extension problem
- زمرة أبيلية حرة
- زمرة حرة
- جداء حر
- مجموعة مولدة لزمرة
- Group cohomology
- امتداد زمرة
- تمثيل زمرة
- Product of group subsets
- Schur multiplier
- جداء نصف مباشر
- مبرهنات سيلوف
  - Hall subgroup
- جداء اكليلي  [لغات أخرى]‏

## الأنواع المهمة من الزمر
- زمرة أبيلية
- زمرة دائرية
- تمثيل الزمر
- زمرة قابلة للحلحلة

## معضلات مشهورة
- معضلة بورنسايد,
- تصنيف الزمر المنتهية البسيطة,
- معضلة مجموع المجموعة الجزئية,
- معضلة وايتهاد,

## عاملون في نظرية الزمر
- نيلس هنريك أبيل
- ميكائيل أشباشر
- أرثور كايلي

|  |